# Aphanogryllacris nodistyla
Aphanogryllacris nodistyla är en insektsart som först beskrevs av Heinrich Hugo Karny 1931.  Aphanogryllacris nodistyla ingår i släktet Aphanogryllacris och familjen Gryllacrididae. Inga underarter finns listade i Catalogue of Life.